# 李小勇 (武警)
李小勇（1963年9月6日—），又称朱峰，新加坡华人。香港回歸前取得香港居留權，前中國國務院總理李鵬的次子。

## 生平
1963年9月6日，李小勇生於瀋陽市中國醫科大學第四醫院，前身是沈阳铁路局沈阳医院。
1978年，15岁时，被父母送去参军。后担任过武警安亚技术开发公司董事长、武警水电指挥部政治部副主任，有上校军衔。安亞技術開發公司利用武警特權倒賣和走私軍火，李小勇因而避走澳洲留學，1990年代初移居香港。
1998年，卷入名噪一时的金融詐騙案，涉案金額高達5億人民幣的新国大诈骗案，引发千人至中南海新華門抗议。涉案人士
- 原北京市工商局企业登记处处长张连成被判处有期徒刑两年，
- 原中国证监会北京证管办的期货处处长宋远被判处有期徒刑五年，
- 原中国人民银行营业管理部派郭敬民被判处有期徒刑三年，
- 原新國大期貨公司总经理高振宇和财务总监龚聪颖分别判处死缓和无期徒刑，
- 公司顧問台湾商人曹予飞在2001年5月29日经最高人民法院核准被执行死刑，
- 李小勇则以香港戶籍全家投資移民新加坡。

## 家庭
- 父亲李鹏（前中共中央政治局常委、國務院總理）
- 母親朱琳
- 哥李小鹏
- 姐李小琳
- 妻子叶小燕香港滑冰聯盟主席，是新四军叶挺将军的孙女，叶正明女儿。
- 有一独生女儿葉丹丹，2005年為香港歷史性首奪亞洲花樣滑冰錦標賽銅牌，翌年退役。